# Oh Ha-young
Oh Ha-young (오하영?, 吳夏榮?, O Ha-yeongLR, O Ha-yŏngMR; Distretto di Gangseo, 19 luglio 1996) è una cantante e attrice sudcoreana, membro del gruppo musicale Apink.

## Biografia
Oh Ha-young nasce il 19 luglio 1996 nel Distretto di Gangseo, in Corea del Sud. Termina i propri studi presso la Scuola Media di Shinwol e la Scuola di Arti Sceniche di Seul, rispettivamente nel 2012 e nel 2015. Da ragazzina entra a far parte della Cube Entertainment dopo aver preso parte a un'audizione, decidendo più tardi di interrompere i propri studi per focalizzarsi sulla propria carriera musicale.

### Apink
Il 21 febbraio 2011 viene annunciata come membro del gruppo musicale Apink, con cui debutta il 21 aprile seguente nel programma musicale M! Countdown della Mnet, esibendo i brani I Don't Know e Wishlist.
Nel corso degli anni comporrà i testi delle canzoni What a Boy Wants, incluso nel secondo album in studio del gruppo Pink Memory (2015), e, assieme alla collega Jung Eun-ji, It's You, all'interno invece di Dear (2016).

## Filmografia
- Geunyeoreul chaj-ajwo (그녀를 찾아줘?) – serial TV (2017)
- Sarang, gieog-e meomulda (사랑, 기억에 머물다?) – webserie (2018)
- Sarang, sigan-e meomulda (사랑, 시간에 머물다?) (2018)